# Котов Олександр Андрійович
Олександр Андрійович Котов (7 квітня 1986 у м. Гродному, СРСР) — білоруський хокеїст, воротар. 
Виступав за команди «Німан-2» (Гродно), ХК «Могильов», «Білий Барс» (Бровари) та інші.